# Ритген, Хуго фон
Йозеф Мария Хуго фон Ритген (нем. Hugo von Ritgen; 3 марта 1811, Марсберг — 31 июля 1889, Гессен) — немецкий архитектор и реставратор архитектуры периода историзма. Почётный гражданин города Айзенах.

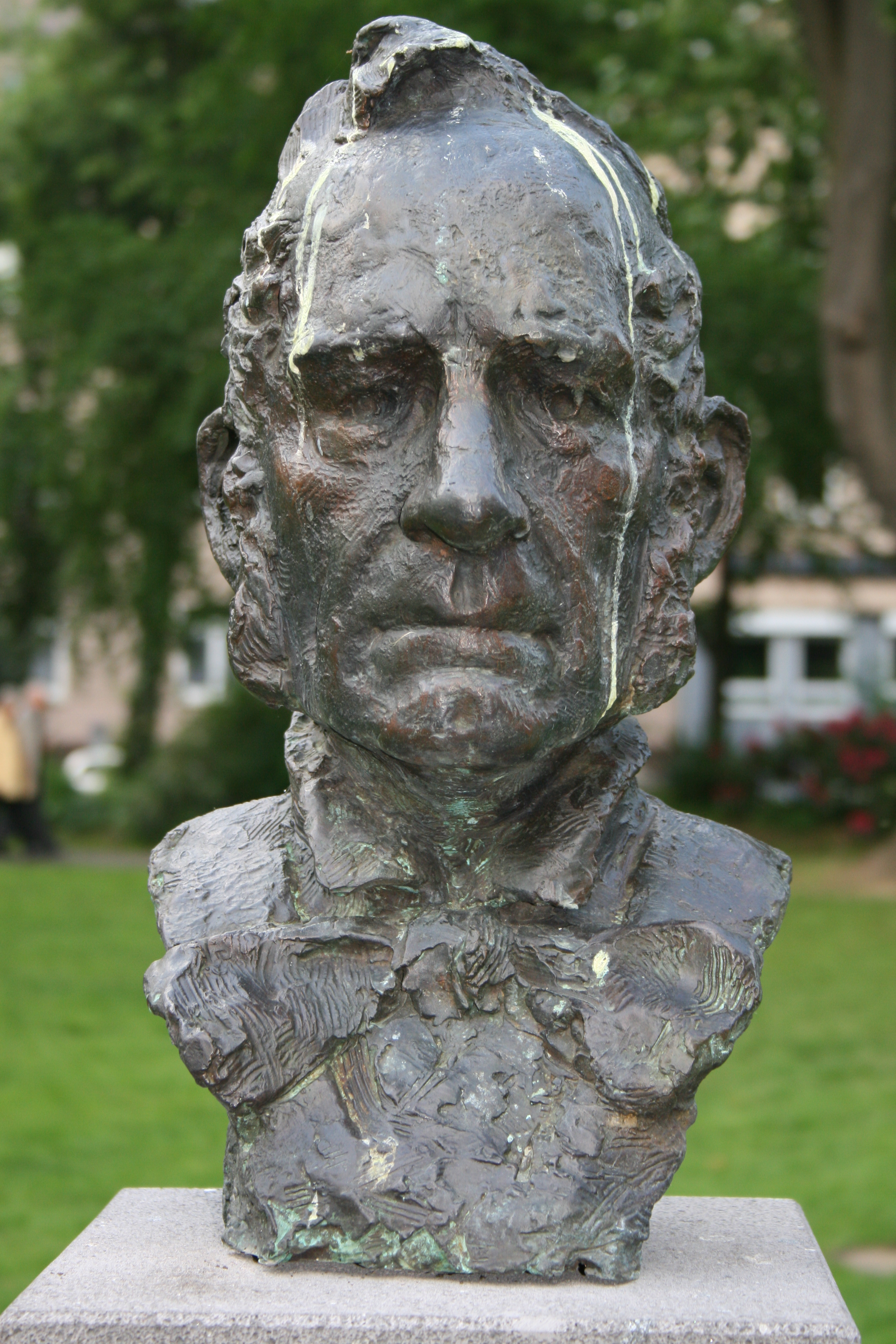
Бюст Хуго фон Ритгена в Гисене

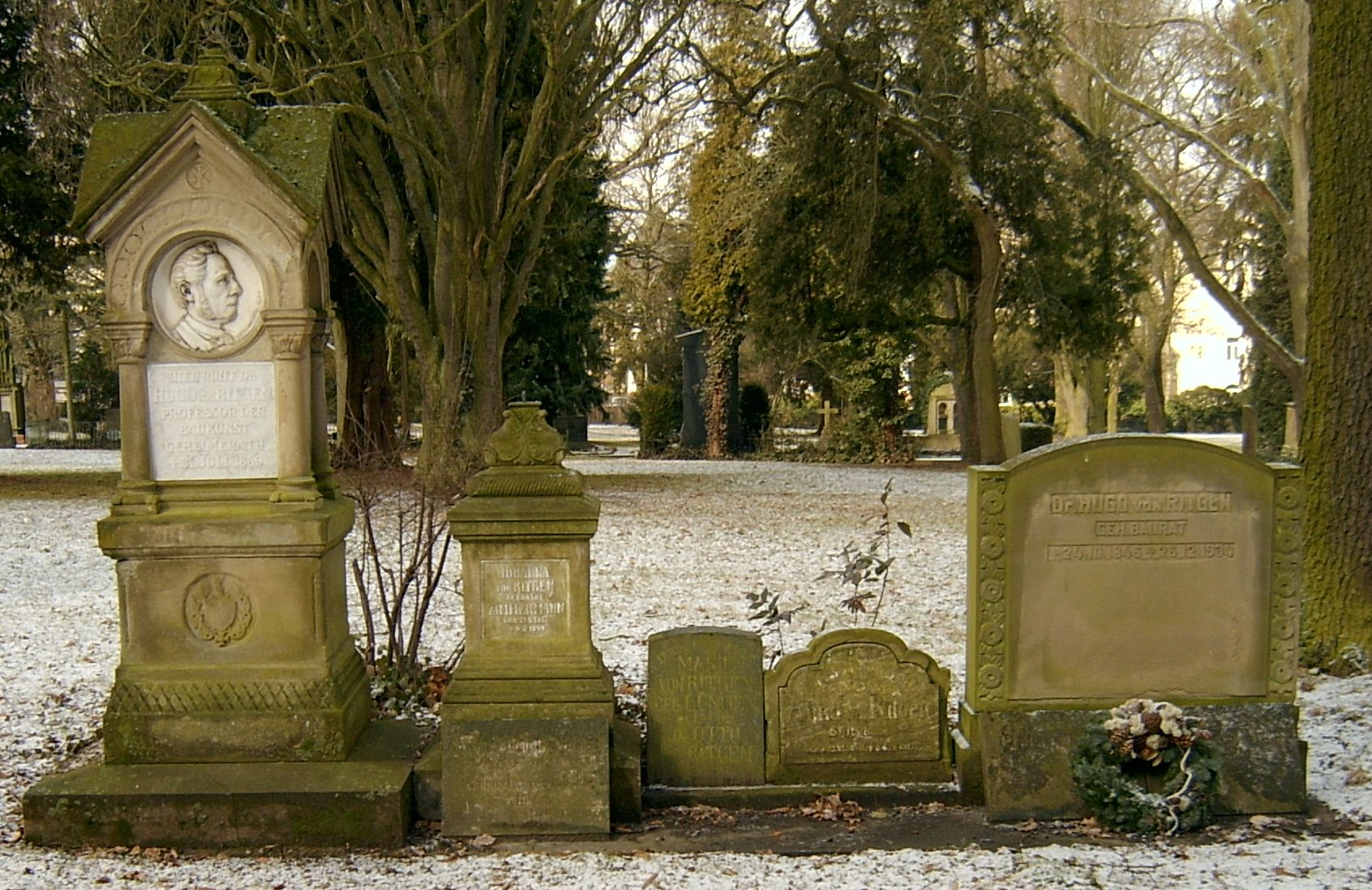
Захоронение Хуго фон Риттена на Старом кладбище в Гисене

## Биография
Ритген родился в семье Фердинанда Августа фон Ритгена и Клары фон Ритген, урождённой Герольд. Его отец был врачом в Штадтберге и в 1814 году был назначен профессором медицины в Гисенском университете. Осенью 1825 года Хуго Ритген поступил в среднюю школу при Гисенской гимназии, а с 1828 года изучал медицину в Гисенском университете. После четырёх семестров он решил посвятить себя архитектуре и отправился в Дармштадт, где учился у Георга Моллера. Изучал математику и архитектуру.
После сдачи государственного экзамена по строительству в 1833 году он 9 августа того же года получил степень доктора философии, затем с сентября 1833 по май 1834 года находился в учебной поездке, которая привела его через Бельгию и северную Францию в Париж.
С 1835 года он читал в Гисене лекции по начертательной геометрии и «рисунку ситуаций» (городскому планированию). В том же году он получил квалификацию профессора в области строительства в Гисене, а в 1836 году стал помощником секретаря в Гессенском строительном управлении в Дармштадте.
В 1838 году он стал экстраординарным профессором архитектуры. В тот же период Хуго фон Ритген был одним из инициаторов создания ремесленной школы (Handwerkerschule) при местном торговом товариществе. Занятия первых двадцати восьми учеников начались 14 января 1838 года. Профессиональный техникум был предшественником строительного училища, политехнического института, государственного инженерного училища, Университета прикладных наук Гиссен-Фридберга и Технического университета (THM).
13 декабря 1838 года Хуго фон Ритген женился в Дармштадте на Шарлотте Иоганне Циммерман (1817—1899). С 1840 года он был членом Гисенского торгового союза. 14 ноября 1843 года был назначен штатным профессором Гисенского университета. С 1838 по 1874 год он возглавлял кафедру архитектуры и инженерии в Гисенском университете. Около 1874 года профессорская кафедра архитектуры была упразднена и переведена в Дармштадтский технический университет.
С 1843 года великий герцог Карл Александр Саксен-Веймар-Эйзенахский искал способного архитектора для реставрации Замка Вартбург в Тюрингии. Ритген подал заявку на эту работу вместе с другими архитекторами и после представления своих планов получил контракт. Реконструкция Вартбурга стала делом всей его жизни и продолжалась до его смерти в 1890 году.
В 1847 году Ритген написал 140-страничное исследование под названием «Мысли о реставрации замка Вартбург» (Gedanken zur Restaurierung der Wartburg), в котором, среди прочего, изложил свои идеи об архитектуре средневековых замков в Германии.
С 1852 года Хуго фон Ритген занимал различные официальные должности по инспекции строительных работ и по-прежнему был профессором архитектуры в Гисенском университете, а позднее и его ректором.
Гуго фон Ритген был одним из основателей Германского национального музея, основанного в 1852 году, и до своей смерти входил в его административный совет и учёный комитет.
Одновременно с работами в Вартбурге он реализовал другие крупные и мелкие реставрационные проекты. Он восстановил средневековый замок Гляйберг недалеко от Гисена и перестроил небольшую капеллу на Старом кладбище в Гисене. Реставрировал замок Турнау в Кульмбахе и Гляйберг в Веттенберге, замок Людвигсек и Браунфельс, церковь ордена иоаннитов XIII века в Нидер-Вайзеле близ Буцбаха и многие другие. Подготовил также проект восстановления замка Эльц на Мозеле.
Он также занимался строительством новых зданий: в 1859 году Франц фон Сайн-Витгенштейн-Берлебург, зять графа Карла фон Шлица, поручил ему построить замок Берлебург в Шлице.
Ритген также получал заказы на реконструкцию исторических зданий: в 1877 году он составил планы реконструкции церкви Обер-Вегфюртер (близ Шлица), но они так и не были реализованы.
В 1878 году фон Ритген занял должность председателя Торговой ассоциации, а вместе с ним и председателя ремесленного училища. 29 ноября 1883 года Гуго фон Ритген возглавил Ассоциацию местной истории Верхнего Гессена.
Архитектор скончался 31 июля 1889 года в возрасте семидесяти восьми лет в Гисене.

## Реставрированные и восстановленные объекты

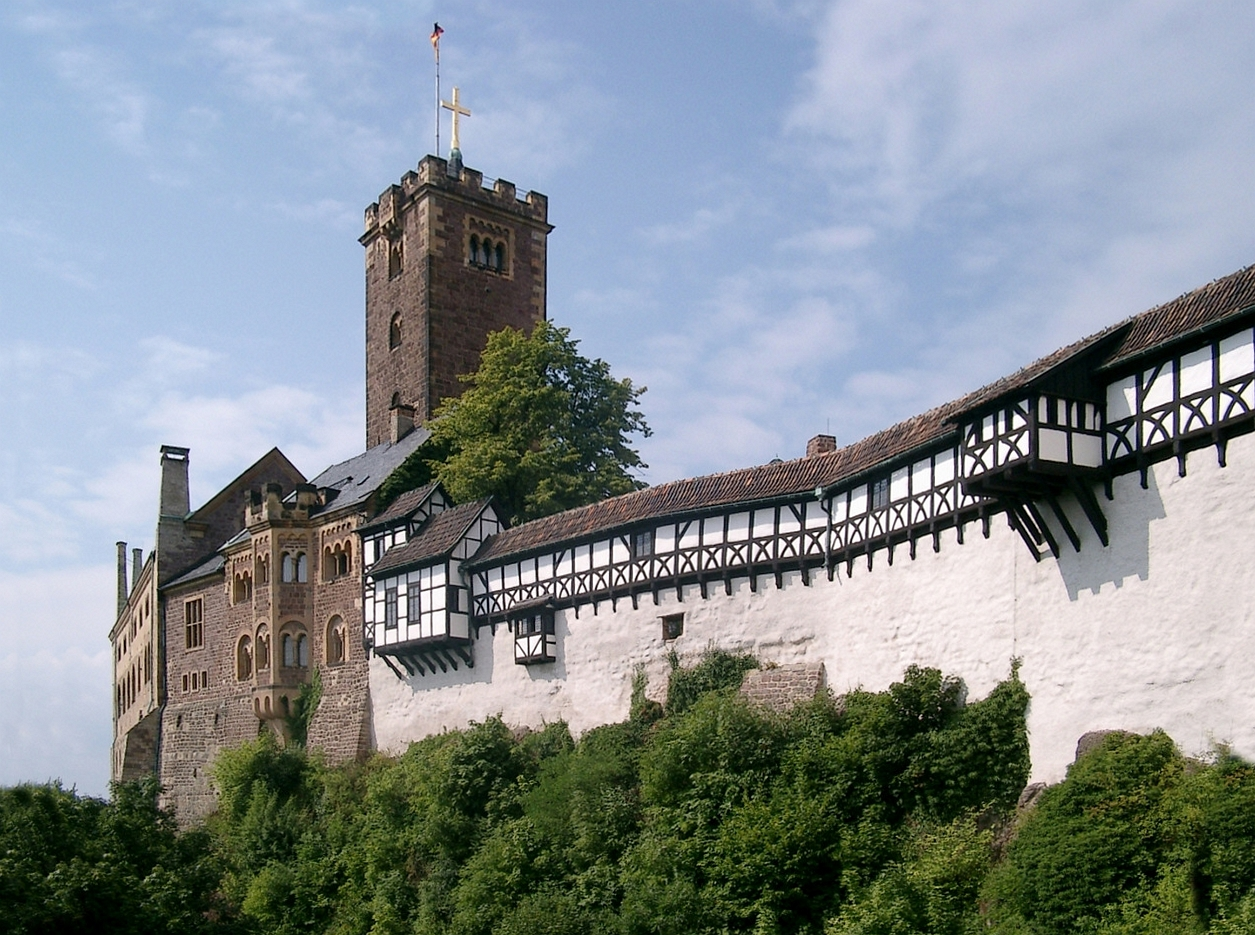
Замок Вартбург
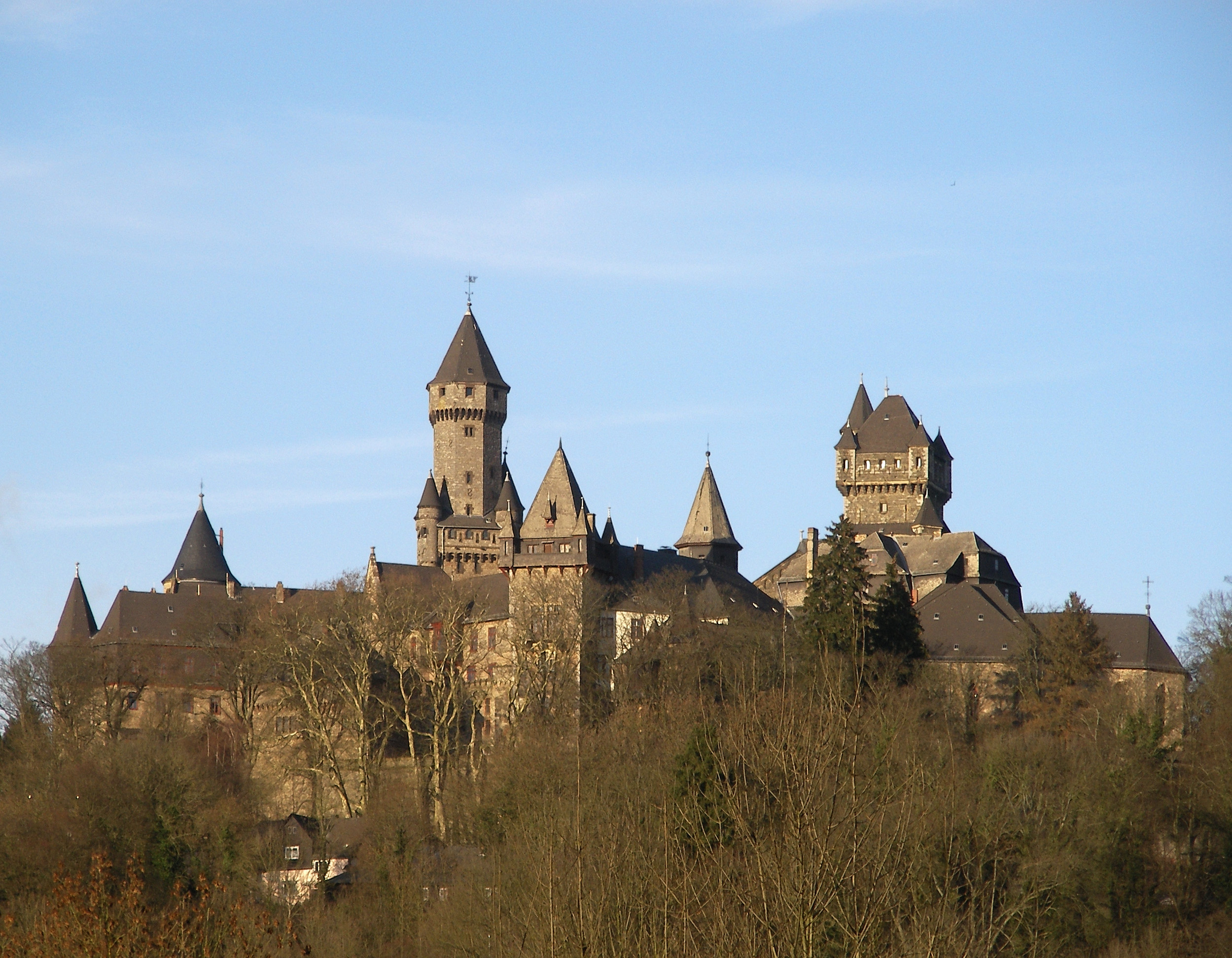
Замок Браунфельс
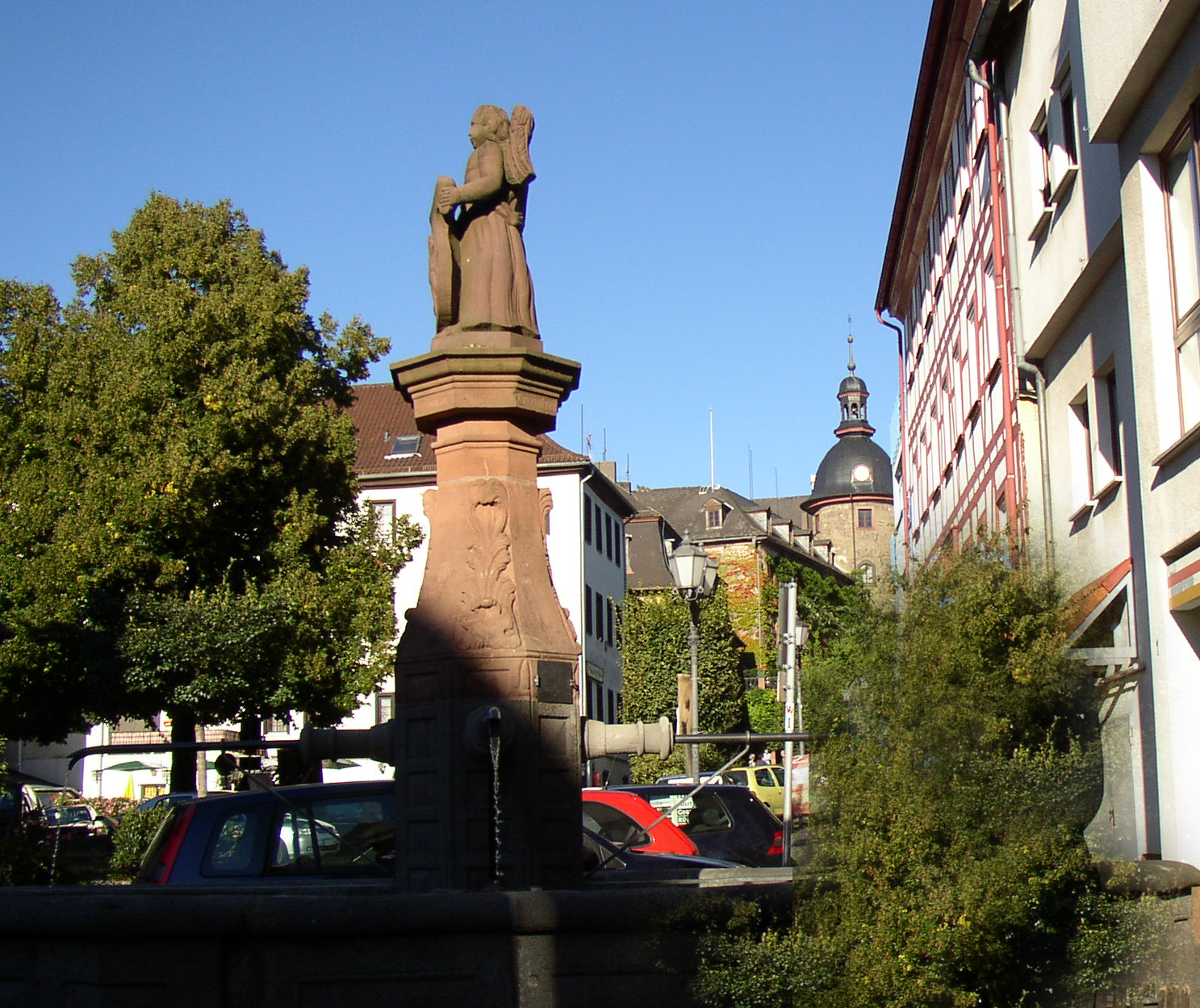
Замок Лойбах
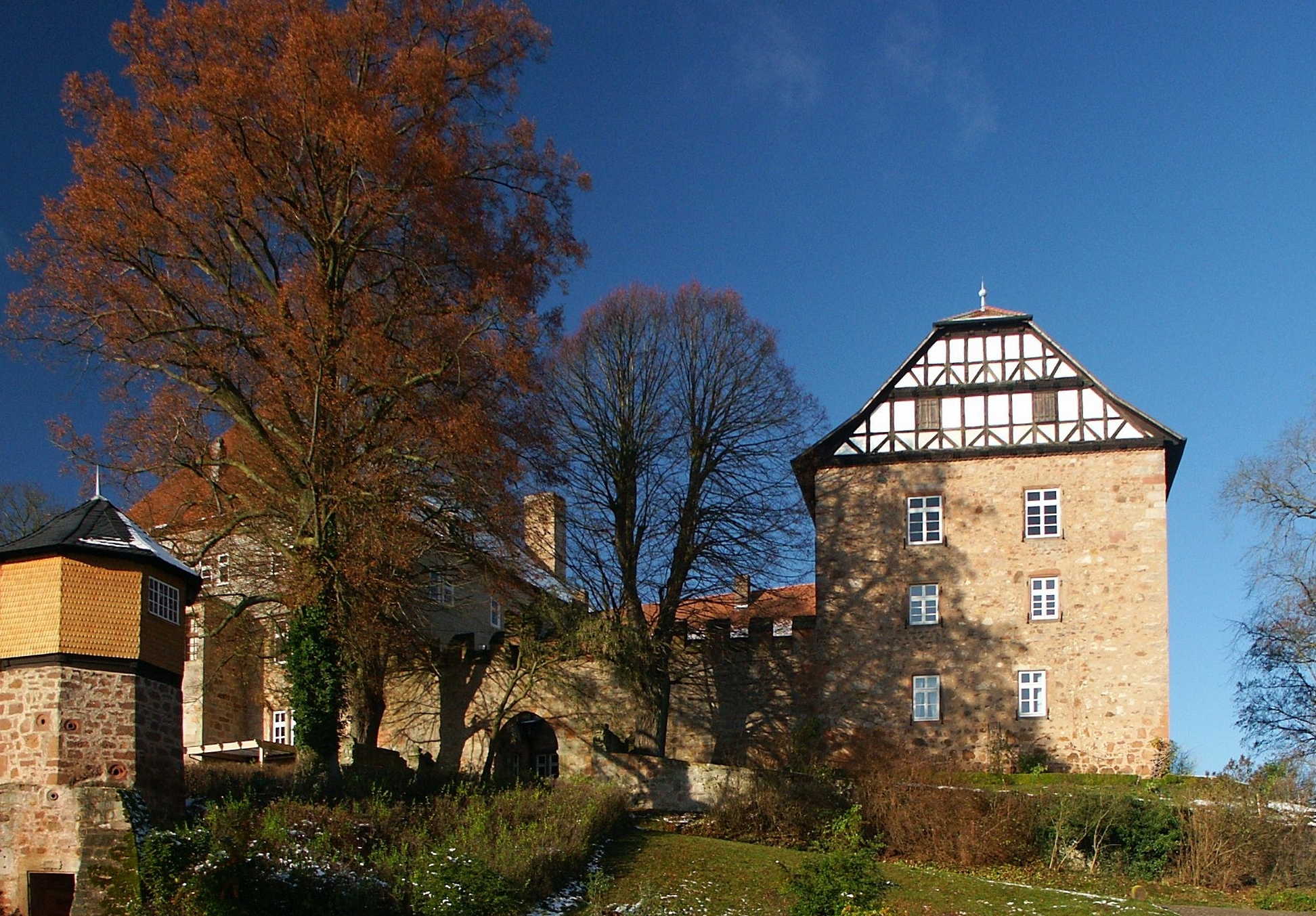
Замок Людвигсек
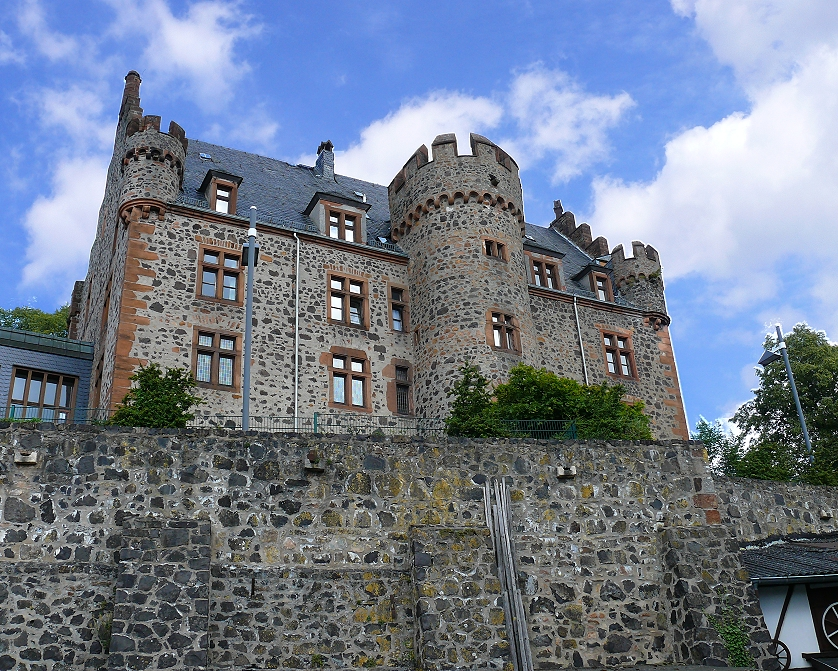
Замок Штауфенберг
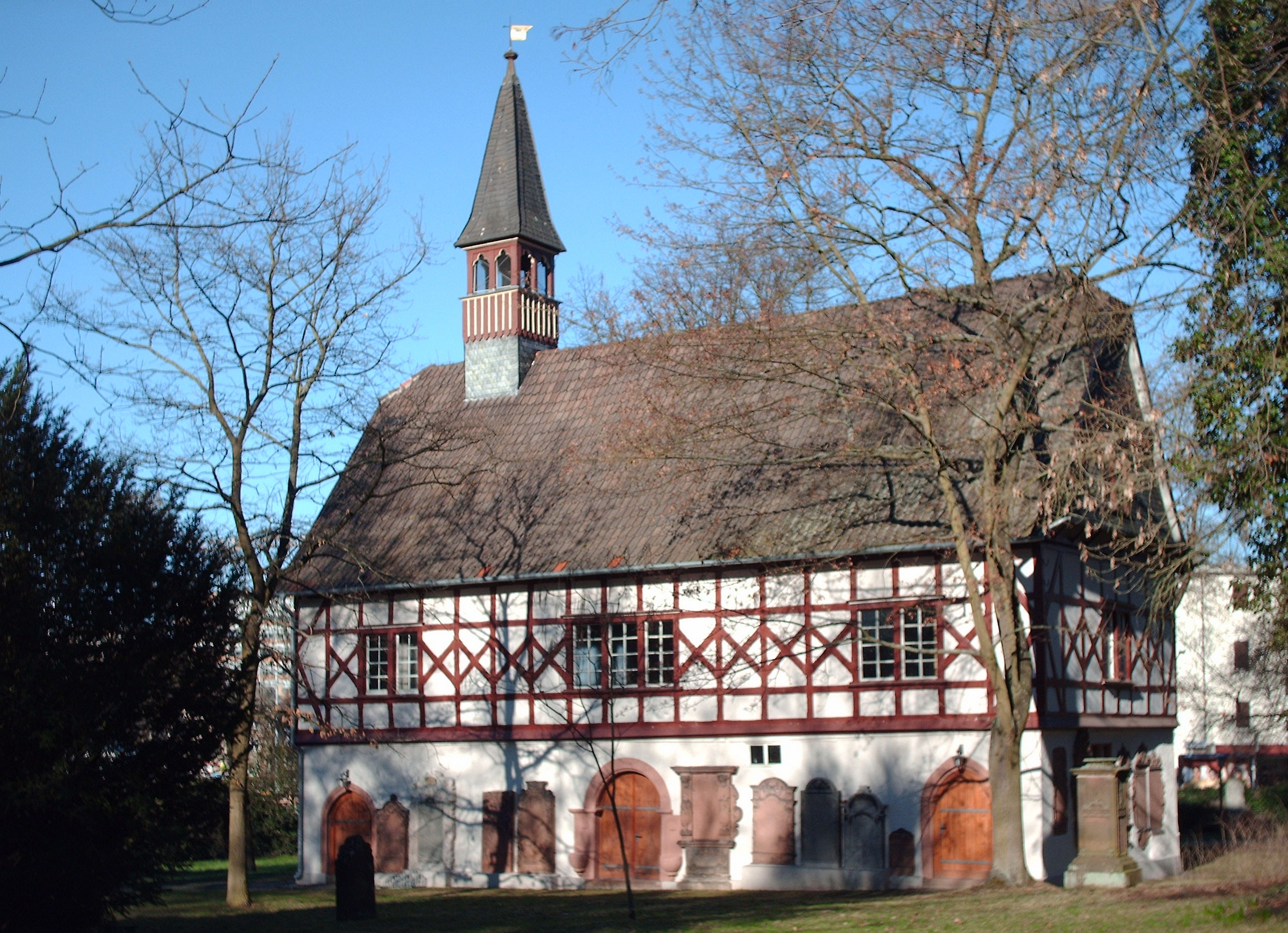
Замок Альтен Фридхоф